# Synaphris lehtineni
Espèce
Synaphris lehtineni est une espèce d'araignées aranéomorphes de la famille des Synaphridae.

## Distribution
Cette espèce se rencontre en Ukraine, en Roumanie, en Bulgarie, en Grèce et en Turquie.

## Description
Les mâles mesurent de 0,96 à 1,09 mm.

## Systématique et taxinomie
Cette espèce a été décrite par Marusik, Gnelitsa et Kovblyuk en 2005.

## Étymologie
Cette espèce est nommée en l'honneur de Pekka T. Lehtinen.

## Publication originale
- Marusik, Gnelitsa & Kovblyuk, 2005 : « A new species of Synaphris (Araneae, Synaphridae) from Ukraine. » Bulletin of the British Arachnological Society, vol. 13, no 4, p. 125-130 (texte intégral).